# کوه آیرون کب
کوه آیرون کب (به انگلیسی: Iron Cap Mountain) یک کوه در ایالات متحده آمریکا است که در شهرستان کینگ، واشینگتن واقع شده‌است. کوه آیرون کب ۱٬۹۳۴٫۵۹ متر بالاتر از سطح دریا واقع شده‌است.